# Anthéia
Anthéia (en grec ancien Ἀνθεία) ou Anthéa, est une déesse mineure de la mythologie grecque, parfois donnée comme une des Charites, ou Grâces, ainsi que la déesse des marais et des couronnes de fleurs. Elle est la fille de Zeus et d’Eurynomé. Elle est représentée dans un vase Athénien comme l’une des déesses de la suite d’Aphrodite.

## Étymologie
Anthéia, en grec ancien Ἀνθεία, dérive du mot ἄνθος qui signifie "fleur". 

## Famille
Une ancienne peinture sur vase dépeint Anthéia et d'autre déesses comme faisant partie des Charites, ce qui fait donc de Zeus, le dieu du ciel, et de l'Océanide Eurynomé ses parents. Les titans Rhéa et Cronos sont ses grands-parents paternels, Océan et Téthys ses grands-parents maternels.

## Culte et fonctions
Anthéia était connue des Romains sous le nom d’Anthéa. Son centre de culte principal se trouvait sur l’île de Crète. Le nom d’Anthéia a également été donné comme épithète à Héra et relié au Heures, sous lequel elle avait un temple à Árgos  Il était aussi un épithète d’Aphrodite à Cnossos,. Elle était une déesse de la végétation, des jardins et des fleurs, particulièrement adorée au printemps et près des plaines et des marais, favorables à la croissance de la végétation. Elle était aussi la déesse de l’amour humain. Ses symboles sont des objets ou matériaux de couleur or comme le miel et la myrrhe.

## Autres
Antheia est aussi le nom grec de l’ancienne Sozopolis en Bulgarie moderne, et un autre Antheia était un village qui a été plus tard adapté à Patras vers 1000 avant JC.

### Pages connexes
- Liste des divinités de la mythologie grecque
- Anthousai
- Chloris